# Elly Allesch
Elise (Elly) Caroline Luise Auguste Allesch, született: Reuß (Bernburg, 1853. július 1. – Goslar, 1944. április 3.) német írónő.

## Élete
Louis Reuß kormánytanácsos és Karoline Brocke ötödik gyermeke volt. 1857-ben szüleivel együtt Bad Laasphe-be, a Wittgenstein-kastélyba költözött. Tanulmányait a város magániskolájában végezte. A család rendszeres kapcsolatban állt a Sayn-Wittgenstein hercegi családdal. Az Elly keresztnevet gyermekkorában, a kastélyban vette fel, mivel Ida zu Sayn-Wittgenstein-Hohenstein (1837–1922) hercegnő hívta így. 1872-től a család a Prága melletti Dobříšban élt. Elise, aki már gyermekkorában verseket és történeteket írt, publikálni kezdett, első könyve 1875-ben jelent meg. Prágai látogatásai során találkozott Heinrich Moritz Willkomm botanikussal és íróval, aki bátorította irodalmi próbálkozásait. 1881-ben Hans Allesch építész felesége lett, aki 1896-ban „gyógyíthatatlan fejfájás” miatt szanatóriumba vonult, ahol 1898 előtt meghalt. Elise három lányával együtt Goslarba költözött.

## Munkái
- Der gefüllte Pfannkuchen (1883)
- Erreichte Ziele (1886)
- Lang ist’s her (1902)

## Fordítás
- Ez a szócikk részben vagy egészben  az   Elly Allesch című német Wikipédia-szócikk ezen változatának fordításán alapul.  Az eredeti cikk szerkesztőit annak laptörténete sorolja fel. Ez a jelzés csupán a megfogalmazás eredetét és a szerzői jogokat jelzi, nem szolgál a cikkben szereplő információk forrásmegjelöléseként.